# 钦贝尔戈
钦贝尔戈（義大利語：Cimbergo），是意大利布雷西亚省的一个市镇。总面积26平方公里，人口573人，人口密度22.0人/平方公里（2009年）。国家统计（ISTAT）代码为017054。